# Caroline chérie (film 1951)
Caroline chérie è un film del 1951 diretto da Richard Pottier.
Il soggetto è tratto dall'omonimo romanzo di Jacques Laurent (scritto sotto lo pseudonimo di Cécil Saint-Laurent).

## Trama
Caroline de Bièvre, giovane aristocratica che sta per festeggiare i suoi 16 anni il 14 luglio 1789, vive penosamente la rivoluzione cercando di ritrovare il suo primo amore: Gaston de Sallanches. Sballottata a destra e a sinistra, ora con gli uni, ora con gli altri, Carolina deve la vita alla sua avvenenza ed alla sua sensualità naturale.

## Seguito e remake
Il film ebbe un notevole successo commerciale e fu il lancio come star di Martine Carol.
Il regista Jean-Devaivre girò due film a seguito di questo :
- Un capriccio di Caroline chérie nel 1952, con Martine Carol, Jacques Dacqmine e Jean-Claude Pascal
- Il figlio di Caroline chérie nel 1954, con Jean-Claude Pascal (in un ruolo diverso da quello interpretato nel film precedente), Jacques Dacqmine, Sophie Desmarets, Magali Noël e Brigitte Bardot ma senza Martine Carol, in quanto il personaggio di Caroline non compare mai nella vicenda.

Negli anni 1968 il film ebbe un  remake diretto da Denys de la Patellière, con France Anglade nel ruolo della protagonista, Caroline de Bièvre.